# MonteAdriano
MonteAdriano foi uma multinacional portuguesa com sede na Póvoa de Varzim que resulta da fusão da Monte & Monte e Adriano e é considerada a décima maior empresa no sector da construção civil e obras públicas em Portugal. A empresa tem negócios em Portugal, Roménia, Marrocos, Tunísia, Cabo Verde, Angola e prepara-se conjuntamente com outras construtoras portuguesas para se expandir para a Argélia e Líbia. As suas actividades vão desde a construção de auto-estradas, barragens, a aeroportos, foi fundada em 2005 após a fusão das construtoras Monte e Adriano.
Em Maio de 2013 a MonteAdriano se fundiu com a Edifer, Eusébios e a Hagen para formar o Grupo Elevo que passa a ser a quarta maior empresa de construção de Portugal.
Ganhou o “prémio internacionalização”, dos Prémios Construir 2011. <ref> http://www.engenhariapt.com/2011/07/18/monteadriano/ <ref> 